# 아리이촌
아리이촌(有井村)은 미에현 미나미무로군에 설치되었던 촌이다. 현재의 구마노시에 해당한다.